# Ольберсдорф
Ольберсдорф (нім. Olbersdorf) — громада в Німеччині, розташована в землі Саксонія. Входить до складу району Герліц. Центр об'єднання громад Ольберсдорф.
Площа — 15,16 км2. Населення становить 4550 ос. (станом на 31 грудня 2020).

## Галерея

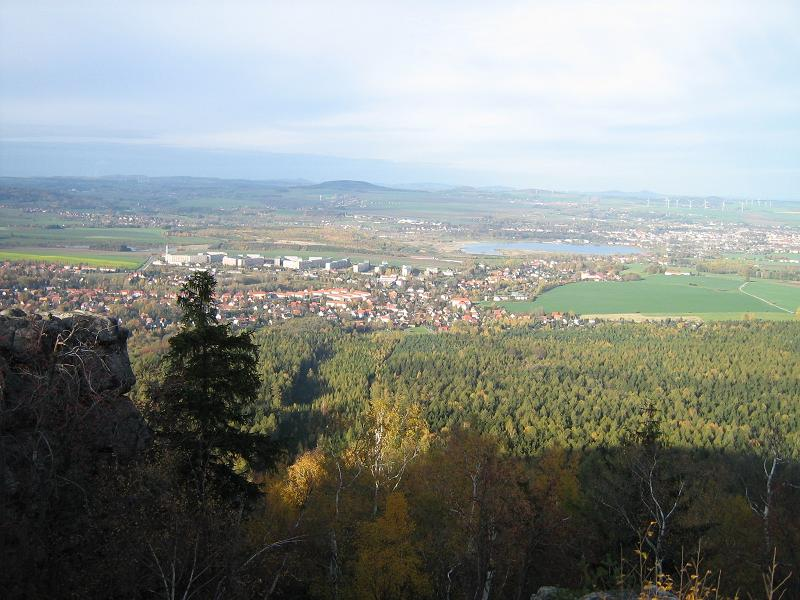
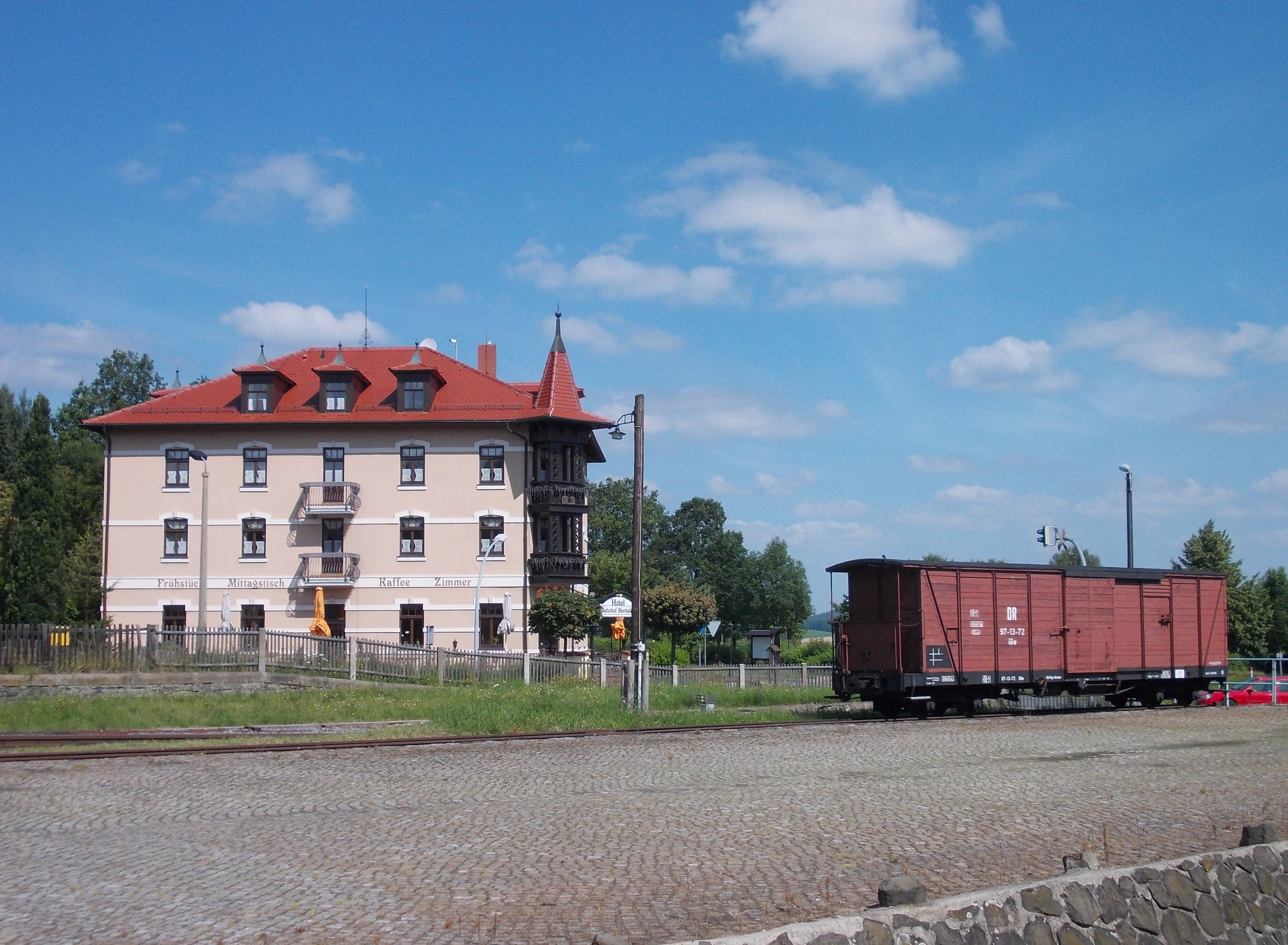